# اسکندر بیگ ترکمان

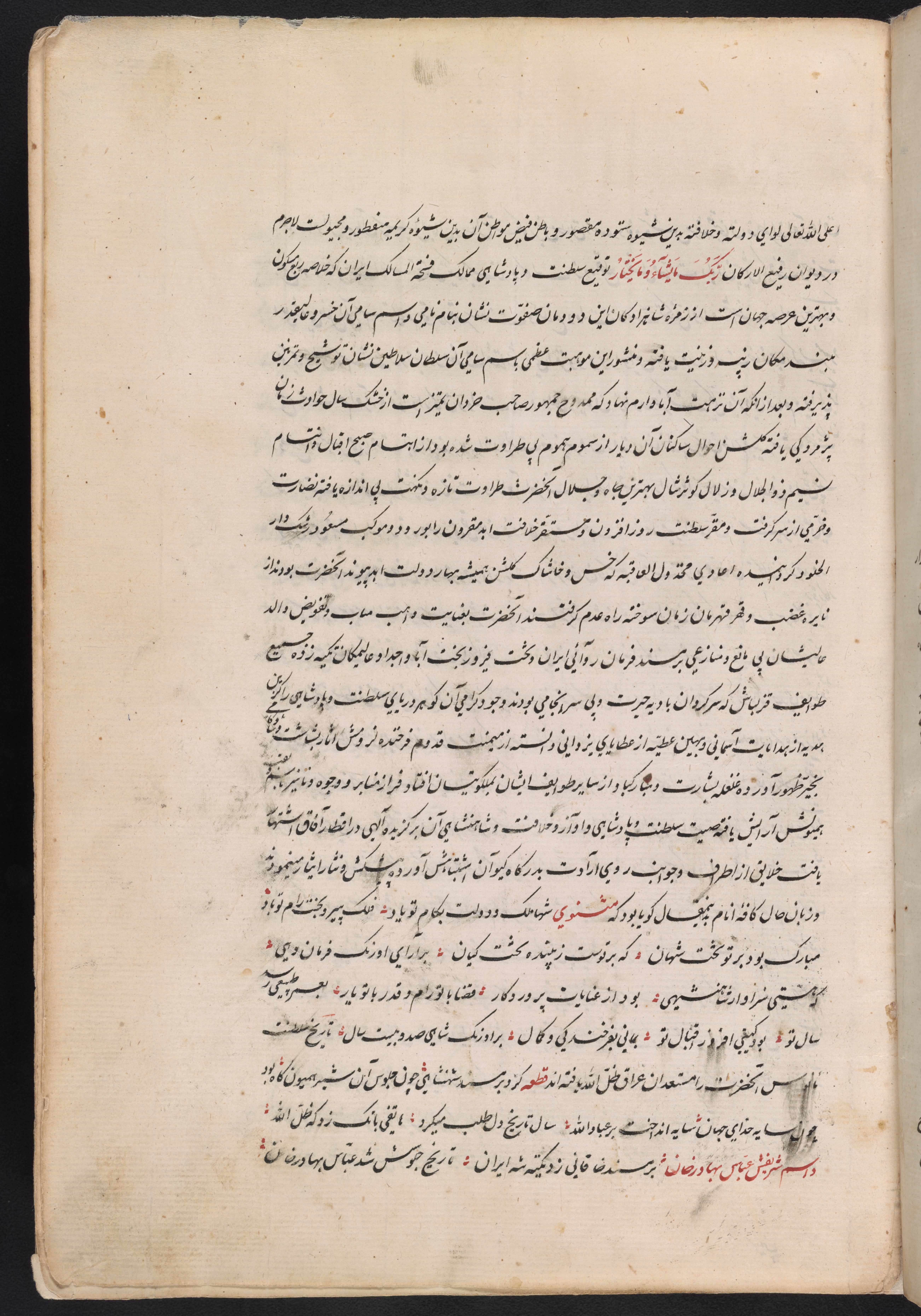
نمایی از کتاب «عالم آرای عباسی» اثر ۱۸۱۲ میلادی

اسکندر بیگ ترکمان منشی نویسنده کتاب عالم آرای عباسی در تاریخ صفویان از تأسیس این سلسله تا مرگ شاه عباس یکم است.

## زندگی
وی زادهٔ سال ۹۴۰ خ. (۹۶۸ ه‍. ق.) و از ترکمانان بود. ترکمانان زیادی در دوره صفویه دارای مقامات مهم سپاهی بودند. وی در ابتدا به عنوان منشی دولتی مشغول به کار شد. سپس در ۲۶ سالگی به خدمت سپاهی گری در ناحیه عراق عجم به کار گماشته شد.
پس از ۶ سال مجددا به عنوان یکی از منشیان درباری به کار مشغول شد. در همین شغل بود که در دوره شاه عباس یکم مدارج ترقی را طی کرد و به منشی گری ویژه شاه منصوب شد. وی در سال ۱۰۱۲ (۱۰۴۳ قمری) فوت کرد.